# Sandefjordi Torp repülőtér
A Sandefjordi Torp repülőtér (IATA: TRF, ICAO: ENTO) egy nemzetközi repülőtér a norvégiai Sandefjordban, Oslótól 88 km-re délre. Főként regionális és diszkont járatok repülőtereként használják. Utóbbi minőségében (Oslo-Torp néven) a norvég fővárost is kiszolgálja, jóllehet több mint kétszer olyan messze esik tőle, mint az Oslói repülőtér (ami Oslótól 35 km-re északkeletre van).

## Légitársaságok
- KLM (Amszterdam)
- Ryanair (Alghiero, Alicante, Barcelona, Bréma, Dublin, Edinburgh, Frankfurt-Hahn, Glasgow-Prestwick, Liverpool, London-Stansted, Madrid, Marseille, Milano-Bergamo, Newcastle, Pisa, Trapani)
- Widerøe (Bergen, Bodø, Koppenhága, Stavanger, Tromsø, Trondheim)
- Wizz Air (Gdańsk, Poznań, Katowice, Kijev, Riga, Prága, Varsó)[3]

## Forgalom
Az utasforgalom az elmúlt években az alábbi módon változott:
| Utasok száma | 761 964 | 1 025 714 | 1 210 501 | 1 519 305 | 1 589 066 | 1 714 537 | 1 542 541 | 1 965 558 | 650 288 | 1 743 132 |
|              | 2000    | 2002      | 2005      | 2007      | 2010      | 2012      | 2015      | 2017      | 2020    | 2022      |